# Ясукуни-мару
«Ясукуни-мару» (яп. 靖国丸) — японский пассажирский лайнер 1930 года постройки. Назван в честь одноимённого синтоистского храма в Токио. Во время Второй мировой войны был реквизирован Императорским флотом и переоборудован в плавучую базу подводных лодок. Был потоплен американской подводной лодкой Trigger (SS-237) 31 января 1944 года.

## История постройки
«Ясукуни-мару» и лайнер-близнец «Тэрукуни-мару» были построены на верфи «Мицубиси» в 1930 году по заказу «Ниппон юсэн» для использования на рейсах в Европу. Оба лайнера обеспечивали пассажирам комфорт в условиях тропического климата — были снабжены системами кондиционирования воздуха и вентиляции, так как их маршрут проходил к югу от Японии, через Индийский океан, Суэцкий канал и Средиземное море. В качестве силовой установки первоначально планировалось использовать мощные паровые турбины с зубчатой передачей, что позволило бы обеспечить крейсерскую скорость в 18 узлов, но под давлением японского правительства, потребовавшего использовать отечественные технологии и оборудование, проект был изменён под установку дизелей «Мицубиси-Зульцер», в результате крейсерская скорость снизилась до 15 узлов.
Количество мест составило 121 для пассажиров первого класса, 68 — для второго класса и 60 — для третьего класса. Численность экипажа — 177 человек.

## Тихоокеанский лайнер

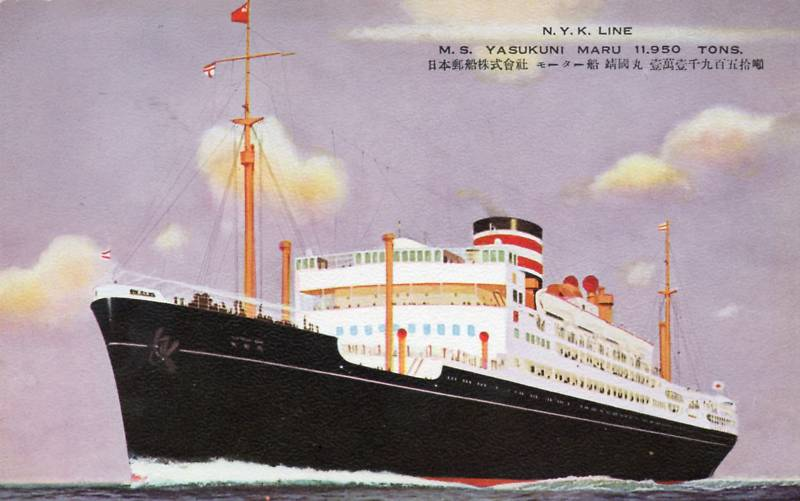
«Ясукуни-мару» на почтовой открытке NYK. 1930-е

«Ясукуни-мару» вышел в первый рейс 22 сентября 1930 года. Конечным пунктом был Лондон с заходом в Йоккаити, Осаку, Кобе, Модзи, Шанхай, Сингапур, Пинанг, Коломбо, Аден, Суэц, Порт-Саид, Марсель и Гибралтар. Вернулся обратно в Иокогаму 18 октября 1930 года. Лайнер продолжал ходить по этому маршруту в течение последующих десяти лет.
23 июня 1933 года «Ясукуни-мару» спас пятерых моряков с тонущей джонки около Гонконга. 5 апреля 1934 года лайнер откликнулся на сигнал бедствия с японского учебного крейсера «Асама» в Порт-Саиде и принял на борт нескольких заболевших моряков, в том числе пациента с аппендицитом. 12 марта 1935 года во время стоянки в Лондоне из расположенного на судне сейфа был украден серебряный слиток весом 34 кг.
В 1936 году «Ясукуни-мару» перевозил на родину японских спортсменов после Олимпиады в Берлине.
16 ноября 1937 года «Ясукуни-мару» стал первым судном на европейско-японском направлении, которое было оборудовано двухсторонней радиосвязью с берегом, позволявшей пассажирам осуществлять телефонные звонки.
2 октября 1938 года лайнер перевозил в Германию и Италию труппу музыкального театра «Такарадзука Ревю», которая была направлена в рамках японской культурной миссии для празднования первой годовщины подписания Антикоминтерновского пакта.
В сентябре — октябре 1939 года, после начала Второй мировой войны, по запросу министерства иностранных дел «Ясукуни-мару» эвакуировал 240 граждан Японии, в основном дипломатов, и нескольких немцев из Германии. Лайнер вернулся в Иокогаму 18 октября и через неделю был реквизирован Императорским флотом для использования в качестве вспомогательного транспорта. Некоторое время «Ясукуни-мару» перевозил войска и грузы из Японии в Китай во время Второй японо-китайской войны. Вскоре ситуация на фронте стабилизировалась, и лайнер был возвращён в распоряжение «Ниппон юсэн».
Развитие войны в Европе привело к тому, что европейский маршрут стал небезопасным. После того, как «Тэрукуни-мару» подорвался на немецкой мине около побережья Великобритании, «Ясукуни-мару» был переведён на другое направление — из Кобе в Южную Америку через Гонолулу, Хило, Сан-Франциско и Лос-Анджелес.

## Служба в Императорском флоте

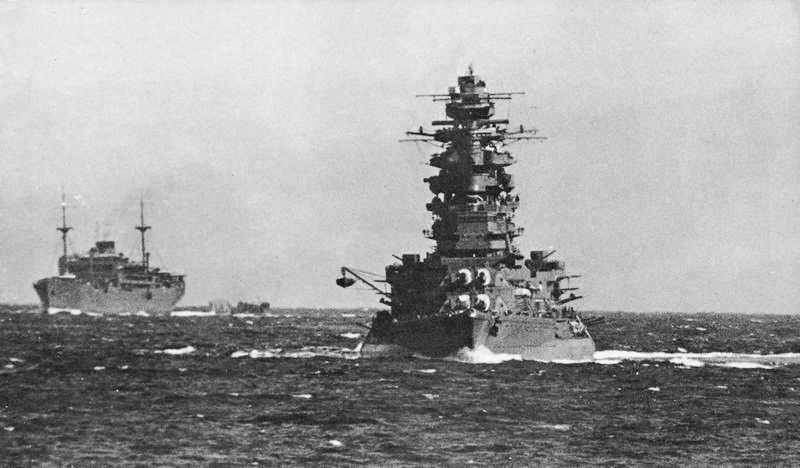
«Ясукуни-мару» (на заднем плане) и линейный корабль «Нагато». 1941 год

29 октября 1940 года «Ясукуни-мару» был вновь реквизирован Императорским флотом и переоборудован в плавучую базу подводных лодок. На верфи военно-морского арсенала в Куре с судна была удалена внутренняя отделка и произведена покраска в серо-стальной цвет, установлены 1110- и 900-мм поисковые прожекторы. Бывший лайнер получил вооружение: шесть устаревших 152-мм орудий и два спаренных 13,2-мм пулемёта. 11 января 1941 года «Ясукуни-мару» был включён в состав 1-й дивизии подводных лодок 6-го флота.
До конца 1941 года «Ясукуни-мару» базировался на Такао, патрулировал острова Рюкю и китайское побережье. Во время атаки на Пёрл-Харбор перемещён в Кваджалейн. 20 декабря судно перевели в 3-ю дивизию подводных лодок. Кваджалейн был атакован 1 февраля 1942 года самолётами с американского авианосца «Энтерпрайз». «Ясукуни-мару» получил попадание бомбы, повредившей заднюю орудийную башню и корму. С 1 марта по 23 апреля судно находилось на ремонте в Куре и вновь вернулось туда 23 ноября для обслуживания.
В начале 1943 года «Ясукуни-мару» участвовал в операции по доставке подкреплений в Новую Гвинею. 8 января в Пусане на борт были приняты 1448 человек и 11 танков 20-й пехотной дивизии. В составе конвоя были также транспорты «Хакодзаки-мару», «Аратама-мару» и эсминец «Хацуюки». Конвой успешно дошёл до Рабаула и Вевака.
В феврале 1943 года «Ясукуни-мару» перевозил личный состав и снаряжение 41-й пехотной дивизии из китайского Циндао в Вевак и в начале марта вернулся в Куре. В апреле перебазирован на Трук и в мае вышел в составе конвоя в Баликпапан. В октябре судно участвовало в эвакуации остатков японского гарнизона с Вевака в Палау и вернулось в Японию к концу декабря 1943 года.

## Потопление
24 января 1944 года «Ясукуни-мару» был включён в состав конвоя транспортов, отправляющийся из Татеямы на Трук. 31 января началась операция ВМС США по захвату Маршалловых островов. В тот же день приблизительно в 300 милях к северо-западу от Трука конвой был атакован американской подводной лодкой Trigger. В результате «Ясукуни-мару» получил попадание двух торпед. Судно затонуло в течение пяти минут в точке 09°15′ с. ш. 147°13′ в. д., в 17 милях от базы Трук. Погибло 300 членов команды и 888 человек технического персонала, в том числе командир судна Тэй Сэки (яп. 関 禎 сэки тэй). Эсминец «Сирацую» подобрал 43 человека. «Ясукуни-мару» был исключён из списков флота 10 марта 1944 года.